# Stéphane Halleux
Pour les articles homonymes, voir Halleux.
Stéphane Halleux est un artiste sculpteur belge né le 6 juillet 1972 à Chênée en Belgique. Il a notamment créé le personnage de « Mr Hublot », devenu le héros d'un court métrage,, film récompensé par l'Oscar du meilleur court métrage d'animation en 2014.

## Biographie
Il a étudié à l’Institut Saint-Luc à Liège. Il commence sa carrière en étant coloriste et maquettiste dans l’animation. Il devient ensuite gérant d'un dépôt-vente de meubles. Le milieu des vieux objets lui donne l'envie d'assembler des pièces hétéroclites afin de créer ses sculptures dans un univers ludique et loufoque.
Tim Johnson, de DreamWorks Animation, a déclaré au sujet du travail de Stéphane Halleux : « Je suis attiré par le travail de Stéphane comme compagnon de conteur. Ses sculptures semblent toutes avoir émergé d'un univers animé. C'est la qualité de leur récit que je trouve incroyable. Ils vous racontent une histoire riche et complexe - tout simplement à travers leur existence propre ».

## Expositions
Depuis 2005, Stéphane Halleux expose dans plusieurs villes : 
- San Diego[1]
- São Paulo
- Oxford[1]
- Berlin[1]
- Amsterdam[1]
- Luxembourg[1]
- Paris[1]
- Bruxelles[1]

## Publications
- Stéphane Halleux, Artworks collection, Ed. Schortgen 2007, 119 P  (ISBN 978-2-87953-034-5)
- Stéphane Halleux sculptures, Ed Schortgen 2011, 112 p  (ISBN 978-2-87953-120-5)
- Stéphane Halleux sculptures, Ed Méconium Artworks et Stéphane Halleux 2015, 151 p  (ISBN 978-99959-36-15-0)
- The Art of Mr Hublot, Zeilt Productions 2014, 151 p  (ISBN 978-99959-914-0-1)

## Distinctions et récompenses
- Oscar du meilleur court métrage d'animation lors de la 86e cérémonie des Oscars pour le court-métrage Mr Hublot[4] (2014).
- Citoyen d'honneur de Liège (2014)[7]